# Рафаель Трухільйо (яхтсмен)
Рафаель Трухільйо (ісп. Rafael Trujillo, 1975) — іспанський яхтсмен.
Срібний призер Олімпійських Ігор 2004 року в класі Фінн.
Переможець Золотого кубка Фінн 2007 року, срібний призер 2003, 2010 років.